# Hradištko (Nymburki járás)
Hradištko község (obec) Csehországban, a Nymburki járásban. Hradištko Chrást, Semice, Třebestovice, Sadská, Ostrá, Poříčany, Kostomlaty nad Labem, Kostomlátky és Velenka településekkel határos. Lakosainak száma 896 fő (2025. január 1.).

## Népesség
A település lakosságának változását az alábbi diagram mutatja:
| Lakosok száma | 451  | 514  | 504  | 691  | 466  | 557  | 594  | 647  | 761  | 896  |
|               | 1869 | 1900 | 1921 | 1961 | 1991 | 2011 | 2017 | 2020 | 2022 | 2025 |